# Вартель, Тереза
Атала Тереза Аннетта Вартель (фр. Atala Thérèse Annette Wartel, урождённая Адриан, фр. Adrien; 2 июля 1814, Париж, — 6 ноября 1865, Париж) — французская пианистка, композитор и музыкальный критик. Жена Пьера Франсуа Вартеля.

## Биография
Родилась в Париже в семье оперного певца Мартина-Жозефа Адриана (1767-1822) и баронессы Габриэль Констанс де Филиппи де Буэкли-д'Эстри (1782–1854). Училась в консерватории.
С 1831 по 1838 год преподавала в Парижской консерватории. Известна своими разборами фортепианных произведений Бетховена.
В 1833 году она вышла замуж за тенора Пьера-Франсуа Вартеля (1806—1882). Её сын Эмиль Вартель (1834—1907) стал оперным певцом.